# Armada (boek)
Armada is een sciencefictionroman uit 2015 van de Amerikaanse schrijver Ernest Cline.

## Verhaal
Zack Lightman verveelt zich in school tijdens de les wiskunde maar wanneer hij uit het raam kijkt, ziet hij een ufo vliegen. Het ruimtetuig ziet er net zo uit als dat van de kwaadaardige buitenaardse wezens in Armada, een online computerspel waaraan Zack verslaafd is en waar hij op de zesde plaats staat in de wereldwijde ranking. Maar het blijkt allemaal echt te zijn en de indringers zijn vastbesloten de aarde te vernietigen. Zack heeft vierentwintig uur de tijd om een alles vernietigende aanval te stoppen. Samen met enkele andere fanatieke spelers moet hij nu drones besturen om de aarde te verdedigen en plots ligt het lot van de wereld in handen van enkele computernerds.

## Verfilming
Enkele jaren voor de publicatie van het boek werden de filmrechten reeds gekocht door Universal Pictures.